# Зутер, Герман
Ге́рман Зу́тер (нем. Hermann Suter; 28 апреля 1870, Кайзерштуль, Швейцария — 22 июня 1926, Базель, Швейцария) — швейцарский композитор, дирижёр и педагог.

## Биография
Сын органиста, ставшего первым учителем для будущего композитора. Окончил Базельскую консерваторию у Xанса Хубера и Фридриха Хегара, Штутгартскую консерваторию у Иммануэль Файст и у Карла Доплера, позднее занимался композицией в Цюрихской консерватории у Густава Вебера и в Лейпцигской консерватории у Карла Райнеке и у Йозефа Марии Хомайера. В 1892—1902 годах — дирижёр хора и симфонического оркестра в Цюрихе и там же — профессор местной консерватории, с 1902 года — педагог и дирижёр в Базеле; в 1918—1921 годах — директор Базельской консерватории.

## Сочинения
- симфония ре-минор (1914) op. 17
- симфоническая поэма с хором «Вальпургиева ночь» (по И. В. Гёте, 1910)
- оратория Хвала Франциску Ассизскому[англ.] (на слова Святого Франциска, 1924) op. 25
- концерт для скрипки с оркестром (1924)
- струнный секстет (1920)
- 3 струнных квартета (1901, 1910, 1921)
- инструментальные пьесы
- хоры, дуэты
- 3 цикла песен